# Italian Baseball League 2009
L'Italian Baseball League 2009 ha avuto una stagione regolare di 42 partite con 3 incontri settimanali, un'andata e un ritorno. Le prime 4 squadre della classifica dopo la stagione regolare si sono affrontate in una semifinale in cui ogni squadra ha giocato 9 volte, sfidando 3 volte ciascuna avversaria. Le prime 2 classificate si sono affrontate nelle Italian Baseball Series, 7 partite in cui la squadra che per prima ne ha vinte 4 volte si è aggiudicata lo scudetto.
Il campionato ha preso il via il 10 aprile 2009 e si è concluso con le IBS disputate dal 15 agosto.

## Squadre iscritte e locazione

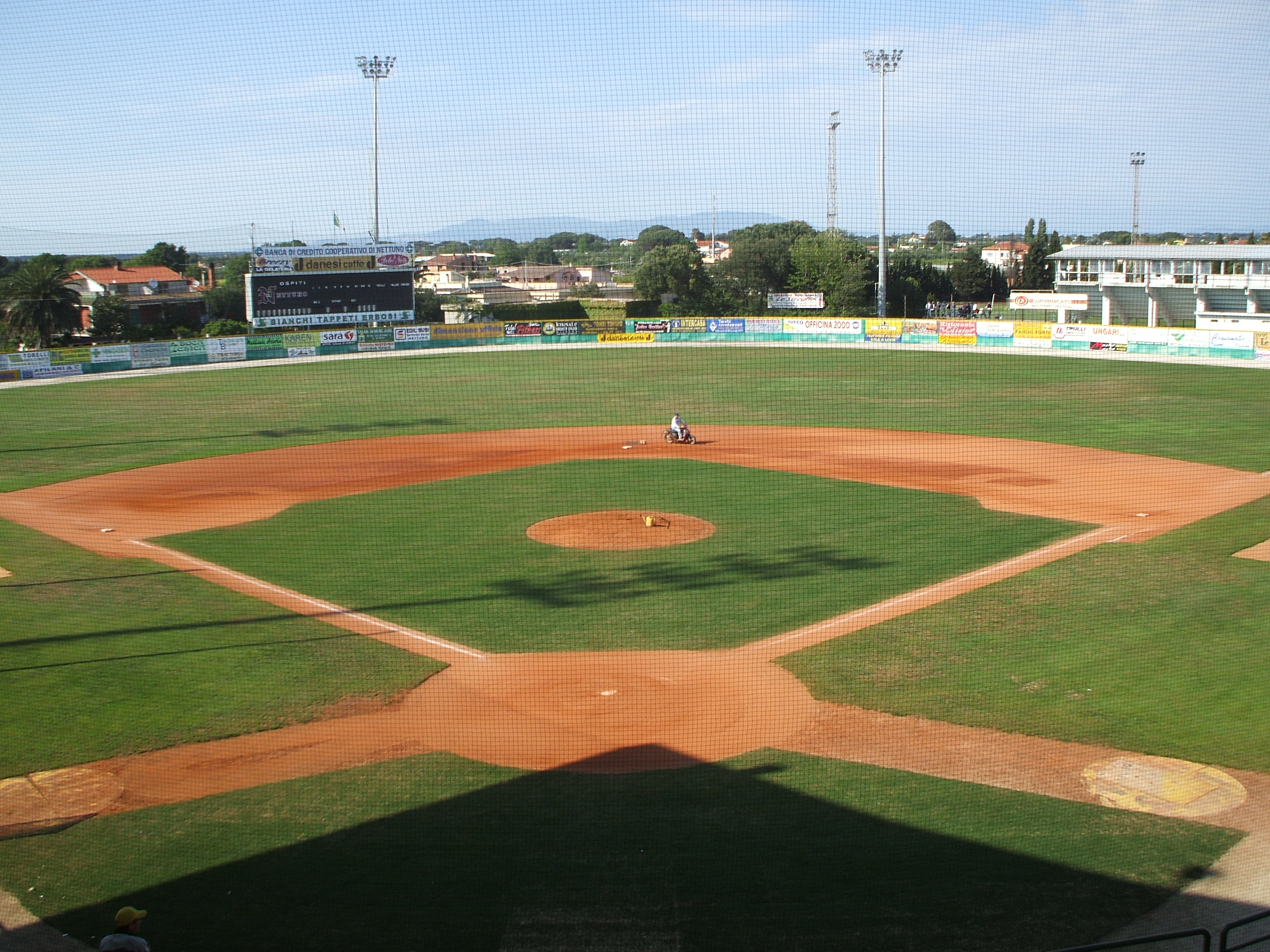
Lo Stadio Steno Borghese del Nettuno Baseball, Nettuno, Lazio

| Squadra                    | Città                         | Stadio                     | Capacità | Risultato 2008                                                                                                |
| -------------------------- | ----------------------------- | -------------------------- | -------- | --- |
| San Marino Baseball Club   | San Marino, Rep. San Marino   | Stadio Baseball Serravalle | 4,000    | 1º posto in IBL                                                                                               |
| Nettuno Baseball           | Nettuno, Lazio                | Stadio Steno Borghese      | 8,000    | 2º Posto in IBL, perse le IBS contro San Marino                                                               |
| Fortitudo Baseball Bologna | Bologna, Emilia-Romagna       | Stadio Gianni Falchi       | 4,000    | 3º posto in IBL                                                                                               |
| Bbc Grosseto               | Grosseto, Toscana             | Stadio Roberto Jannella    | 8,000    | 5º posto in IBL                                                                                               |
| Parma Baseball             | Parma, Emilia-Romagna         | Stadio Nino Cavalli        | 5,000    | 5º posto in IBL                                                                                               |
| Rimini Baseball            | Rimini, Emilia-Romagna        | Stadio dei Pirati          | 4,500    | 6º posto in IBL                                                                                               |
| Baseball Godo              | Godo, Emilia-Romagna          | Stadio Antonio Casadio     | 2,000    | 7º posto in IBL                                                                                               |
| Reggio Baseball            | Reggio Emilia, Emilia-Romagna | Stadio Giorgio Caselli     | 5,000    | 1º posto in serie A2, vinti i play-off contro Avigliana Baseball e promozione in Italian Baseball League 2009 |

## Allenatori
| Club                     | Allenatore        |
| ------------------------ | ----------------- |
| Nettuno Baseball         | Giampiero Faraone |
| Fortitudo Bologna        | Marco Nanni       |
| Baseball Godo            | Mario Mascitelli  |
| Bbc Grosseto             | Mario Labastidas  |
| Rimini Baseball          | Michele Romano    |
| Parma Baseball           | Gerali Gilberto   |
| San Marino Baseball Club | Doriano Bindi     |
| Reggio Baseball          | Michael Zambelli  |

## Le 42 gare di Regular Season
Il campionato prevede un'andata e un ritorno, ogni settimana le squadre si affrontano tre volte, un anticipo del giovedì, il quale può essere visto su Rai Sport, una gara il sabato e una la domenica, molte serie verranno giocate nell'arco di due giorni invece, tra il sabato e la domenica.

### Andata
| Prima giornata |                          |       |           |
| Data           | Squadre                  | Serie | Risultati |
| 10-4, 11-4     | Nettuno-Godo             |       |           |
| 10-4, 11-4     | Grosseto-Rimini          |       |           |
| 10-4, 11-4     | San Marino-Reggio Emilia | 1-0   | 1-0       |
| 10-4, 11-4     | Parma-Bologna            | 0-1   | 0-3       |

| Terza giornata |                    |       |           |
| Data           | Squadre            | Serie | Risultati |
| 24-4, 25-4     | Nettuno-Rimini     |       |           |
| 24-4, 25-4     | Reggio Emilia-Godo |       |           |
| 24-4, 25-4     | San Marino-Bologna |       |           |
| 24-4, 25-4     | Grosseto-Parma     |       |           |

| Quinta giornata |                      |       |           |
| Data            | Squadre              | Serie | Risultati |
| 8-5, 9-5        | Grosseto-Nettuno     |       |           |
| 8-5, 9-5        | Reggio Emilia-Rimini |       |           |
| 8-5, 9-5        | San Marino-Parma     |       |           |
| 8-5, 9-5        | Godo-Bologna         |       |           |

| Seconda giornata |                        |       |           |
| Data             | Squadre                | Serie | Risultati |
| 17-4, 18-4       | Godo-San Marino        |       |           |
| 17-4, 18-4       | Rimini-Parma           |       |           |
| 17-4, 18-4       | Bologna-Nettuno        |       |           |
| 17-4, 18-4       | Reggio Emilia-Grosseto |       |           |

| Quarta giornata |                       |       |           |
| Data            | Squadre               | Serie | Risultati |
| 1-5, 2-5        | Godo-Grosseto         |       |           |
| 1-5, 2-5        | Rimini-San Marino     |       |           |
| 1-5, 2-5        | Parma-Nettuno         |       |           |
| 1-5, 2-5        | Bologna-Reggio Emilia |       |           |

| Sesta giornata |                     |       |           |
| Data           | Squadre             | Serie | Risultati |
| 15-5, 16-5     | Grosseto-Bologna    |       |           |
| 15-5, 16-5     | Rimini-Godo         |       |           |
| 15-5, 16-5     | Nettuno-San Marino  |       |           |
| 15-5, 16-5     | Parma-Reggio Emilia |       |           |

## Classifiche finali

### Stagione regolare
|  | Classifica           | PG | PV | PP | PCT  | PD |
|  | -------------------- | -- | -- | -- | ---- | -- |
|  | UGF Banca Bologna    | 42 | 30 | 12 | .714 | 0  |
|  | Telemarket Rimini    | 42 | 30 | 12 | .714 | 0  |
|  | T&A San Marino       | 42 | 26 | 16 | .619 | 4  |
|  | Cariparma            | 42 | 24 | 18 | .571 | 6  |
|  | Caffè Danesi Nettuno | 42 | 23 | 19 | .547 | 7  |
|  | Montepaschi GR       | 42 | 17 | 25 | .404 | 13 |
|  | Deangelis Godo       | 42 | 10 | 32 | .238 | 20 |
|  | Palfinger RE         | 42 | 8  | 34 | .190 | 22 |

### Playoff
|  | Classifica        | PG | PV | PP | PCT  | PD |
|  | ----------------- | -- | -- | -- | ---- | -- |
|  | T&A San Marino    | 9  | 6  | 3  | .666 | 0  |
|  | UGF Banca Bologna | 9  | 5  | 4  | .555 | 1  |
|  | Telemarket Rimini | 9  | 5  | 4  | .555 | 1  |
|  | Cariparma         | 9  | 2  | 7  | .222 | 4  |

### Finali
|  | Classifica        | PG | PV | PP |
|  | ----------------- | -- | -- | -- |
|  | UGF Banca Bologna | 7  | 4  | 1  |
|  | T&A San Marino    | 7  | 1  | 4  |